# Eduard Dubbers-Albrecht
Eduard Dubbers-Albrecht (* 30. März 1958 in Dallas, Texas, USA) ist ein deutscher Unternehmer und Präses der Handelskammer Bremen – IHK für Bremen und Bremerhaven.

## Leben
Eduard Dubbers-Albrecht wurde 1958 als Sohn des Baumwollhändlers Carl August Albrecht in Dallas geboren, wo er bis zu seinem sechsten Lebensjahr lebte. Dann kehrten seine Eltern mit ihm nach Bremen zurück, wo er sein Abitur machte. Nach Wehrdienst und Ausbildung bei der Commerzbank absolvierte er ein Studium an der Hochschule St. Gallen mit Schwerpunkt Marketing.
Er ist verheiratet und hat drei erwachsene Kinder.

### Unternehmer
1985 stieg Eduard Dubbers-Albrecht ins Speditionsunternehmen J.H. Bachmann ein, in dem er bis 1994 arbeitete. Danach leitete er die Distri Warehouse Bremen und wurde 2000 Gesellschafter bei Gebrüder Specht. 2004 wechselte er in die Geschäftsleitung des Tochterunternehmens Ibsen Logistics.

### Handelskammer Bremen
Eduard Dubbers-Albrecht gehört seit 2010 dem Plenum der Handelskammer Bremen an. Im gleichen Jahr wurde er zum Vizepräses gewählt.
Seit dem 24. Januar 2022 ist er für drei Jahre zum Präses der Handelskammer Bremen - IHK für Bremen und Bremerhaven gewählt worden. Er löst damit Janina Marahrens-Hashagen ab, die erste Frau an der Spitze der Handelskammer.

### Weitere Ämter
Seit Juni 2000 ist Dubbers-Albrecht Honorarkonsul des Königreichs Dänemark in Bremen. Seit dem Jahr 1865 hat die Familie Dubbers den Posten des dänischen Honorarkonsuls inne. Als Johann Christoph Eduard Dubbers am 25. August 1909 in seinem Geburtsort Bremen starb, führte sein Sohn Johann Gerhard August Dubbers den Posten weiter. Von 1954 bis 1972 führte der Neffe von Johann Gerhard August Dubbers – Eduard Nebelthau –  diesen Job weiter. Darauf folgte dann die Enkelin – Rita Dubbers-Albrecht (* 15. Dezember 1928 in Bremen) – von Johann Christoph Eduard Dubbers. Eduard Dubbers-Albrecht ist der Urenkel von Johann Christoph Eduard Dubbers.
Außerdem ist Dubbers-Albrecht Mitglied des Aufsichtsrats von bremenports und der Flughafen Bremen GmbH.